# Juris doktor
Juris doktor (förkortas jur.dr) är titel för den som disputerat för doktorsexamen (förr doktorsgrad) vid juridisk fakultet i Sverige. 

## Utanför Sverige
- Finland

Doktorstiteln har olika namn, beroende på vilket språk man nyttjar:
- - OTT (Oikeustieteen tohtori) [finska]
  - JD (Juris Doctor) [svenska]
  - LL.D. (Legum Doctor) [engelska]

- Schweiz
  - Dr. iur. (Doctor iuris)

- Storbritannien
  - LL.D. (Legum doctor)
  - JD (Juris Doctor)

- Tyskland
  - Dr.iur. (Doctor iuris)

- USA
  - LL.D. (Legum Doctor), motsvarar juris hedersdoktor.
  - J.S.D. eller S.J.D. eller D.J.S. (Doctor of Juridical Science), motsvarar juris doktor.
  - J.D. (Juris Doctor), motsvarar en juristexamen.

J.D.-examen utgör behörighetskrav för att få skriva bar exam som ska avläggas för att få praktisera juridik och kunna erhålla titel som advokat i de flesta delstater i USA. Utbildningen till en J.D. är tre år. Den är så kallad "postgraduate", det vill säga studenten måste ha avlagt en kandidatexamen (vanligen B.Sc. eller B.A.) innan utbildningen påbörjas. Trots namnet är denna examen att jämföra med en svensk juristexamen om 270 högskolepoäng, och inte med en juris doktor, vilket är en doktorsexamen och i USA kallas LL.D. (Doctor of Laws eller Legum Doctor).
- Österrike
  - Dr. iur. (Doctor iuris)